# عزالدین اورحو
عزالدین اورحو (انگلیسی: Azzeddine Ourahou؛ زادهٔ ۱۲ اوت ۱۹۸۴) بازیکن فوتبال اهل مراکش است.
از باشگاه‌هایی که در آن بازی کرده‌است می‌توان به باشگاه فوتبال نیم المپیک و باشگاه فوتبال مغرب تطوان اشاره کرد.